# Musca aestuans
Musca aestuans är en tvåvingeart som först beskrevs av Carl von Linné 1758.  Musca aestuans ingår i släktet Musca, ordningen tvåvingar, klassen egentliga insekter, fylumet leddjur och riket djur. Inga underarter finns listade i Catalogue of Life.